# والتر کینگزفورد
والتر کینگزفورد (انگلیسی: Walter Kingsford؛ ۲۰ سپتامبر ۱۸۸۱ – ۷ فوریهٔ ۱۹۵۸) یک هنرپیشه اهل بریتانیا بود.
از فیلم‌ها یا برنامه‌های تلویزیونی که وی در آن نقش داشته است می‌توان به ناخداهای دلیر، دور دنیا در هشتاد روز، زندگی امیل زولا، آقای اسکفینگتون، ماریتای بدذات، الجزایر، داستان دو شهر، کیتی فویل، داستان لوئی پاستور، شانگهای اشاره کرد.